# Damsa-Talsperre
Die Damsa-Talsperre (türkisch Damsa Barajı) liegt südlich der türkischen Kleinstadt Mustafapaşa in Kappadokien, Provinz Nevşehir, im Landkreis Ürgüp. 
Der Erdschüttdamm besteht größtenteils aus einem Lehmkörper und hat ein Volumen von 497.000 m³. 
Er ist mittels einer kleinen Straße befahrbar und schließt den Stausee nach Norden hin ab. Er wurde 1965–1971 im Auftrag der staatlichen Wasserbehörde DSİ errichtet.
Eingerahmt ist der See von den bis zu 1900 m hohen Hondul-Bergen, wo auch der Damsa Çayı entspringt. Der See selbst liegt 1223 m über den Meeresspiegel und ist je nach Füllstand zwei bis drei Kilometer lang und ca. 1,5–2 km breit. Die tiefste Stelle befindet sich am Nordende mit ungefähr 22 m. 
Der Stausee dient vor allem der Trinkwasserversorgung für den südlichen Landkreis Ürgüp mit den Gemeinden Ayvalı, Mustafapaşa und Ürgüp sowie der Bewässerung des nördlichen Damsa-Tales. Mehr als 100 m³ werden pro Tag bereitgestellt. Insgesamt 1.390 Hektar werden von der Talsperre aus bewässert, nach anderen Quellen sind es nur 790 Hektar.
Eine weitere wichtige Bedeutung hat der See für die Fischereigenossenschaft
Mustafapaşa, die Aquakulturen im See betreibt und die Fischereirechte gepachtet hat. 
Am Westufer befindet sich eine Ausflugsgaststätte, die vor allem von der einheimischen Bevölkerung genutzt wird; es besteht die Möglichkeit für Picknick, Übernachtungen und Angeln. Das Schwimmen ist nicht erlaubt, ist aber bei einer durchschnittlichen Wassertemperatur von 14 °C auch nicht empfehlenswert.
Die Qualität des Wassers war 2010 Gegenstand einer Untersuchung der Universität Nevşehir. Dabei wurde ein durchschnittlicher pH-Wert von 7,7 und ein Gehalt an gelöstem Sauerstoff von 5,5 bis 8 mg/l gemessen. Die Nitratbelastung liegt unter 1 mg/l. Die Wasserqualität wurde in die beste Kategorie („1. Klasse“) eingestuft.